# Psoralea argophylla
Psoralea argophylla là một loài thực vật có hoa trong họ Đậu. Loài này được Pursh miêu tả khoa học đầu tiên.

## Hình ảnh

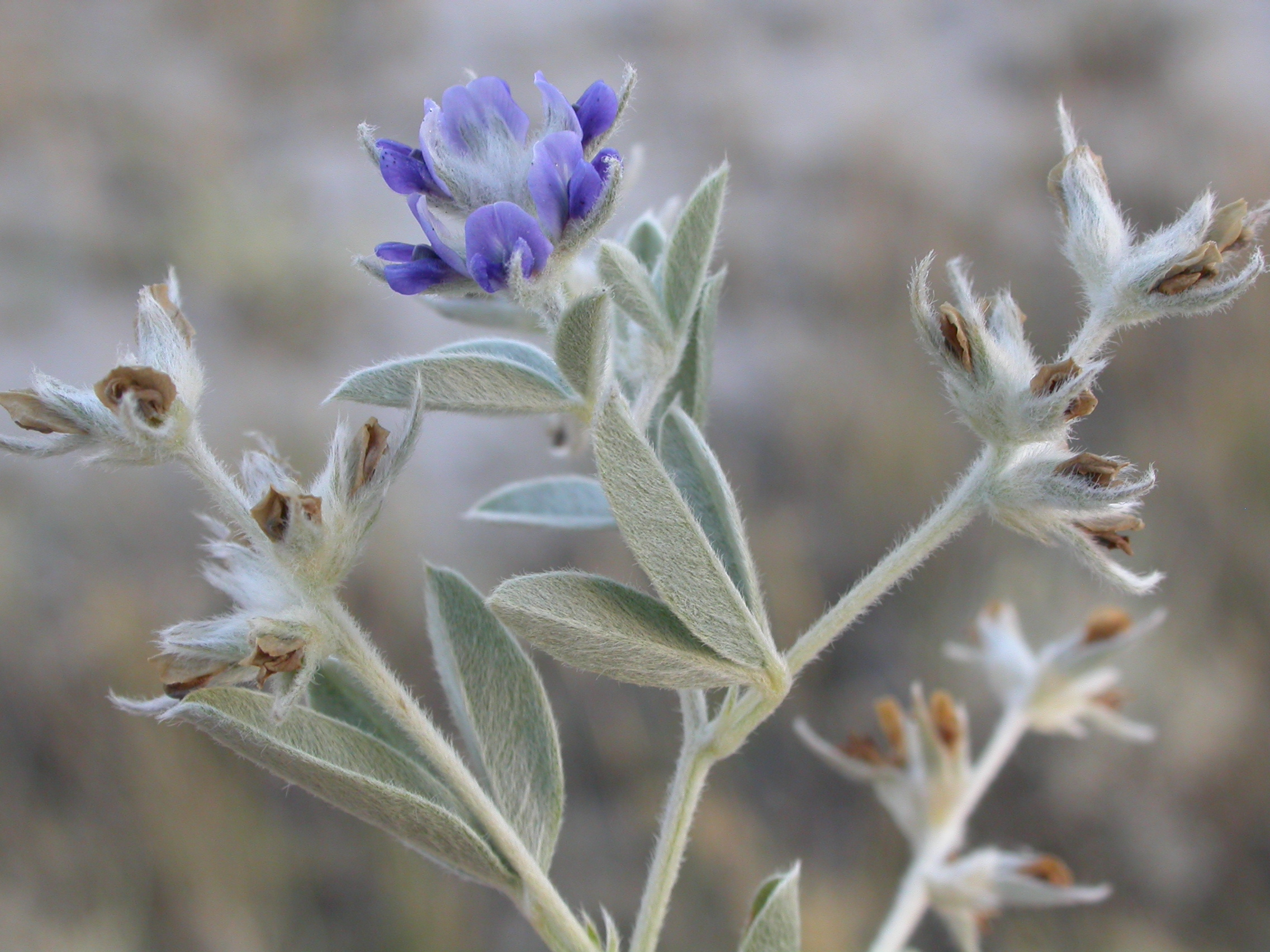
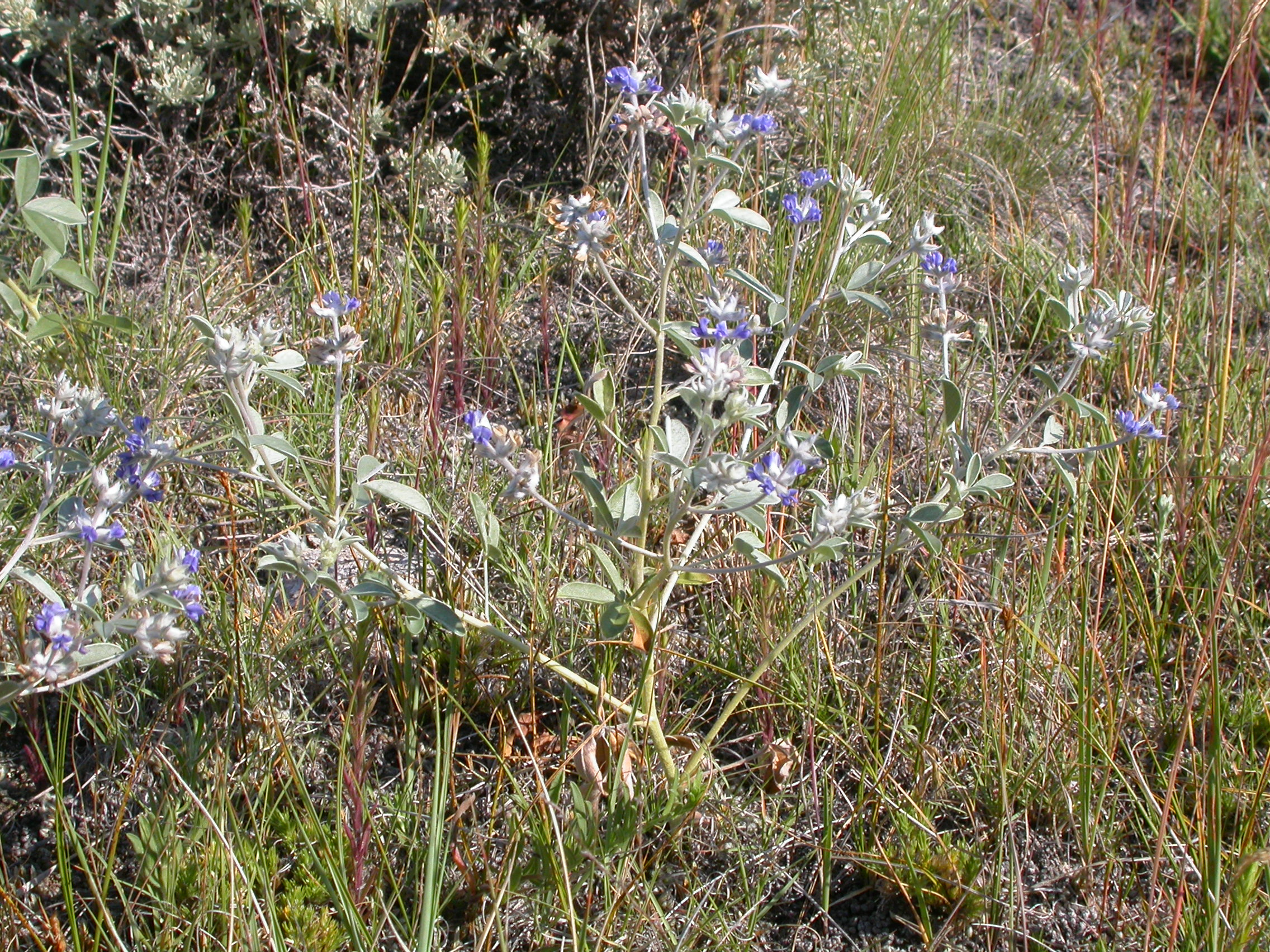
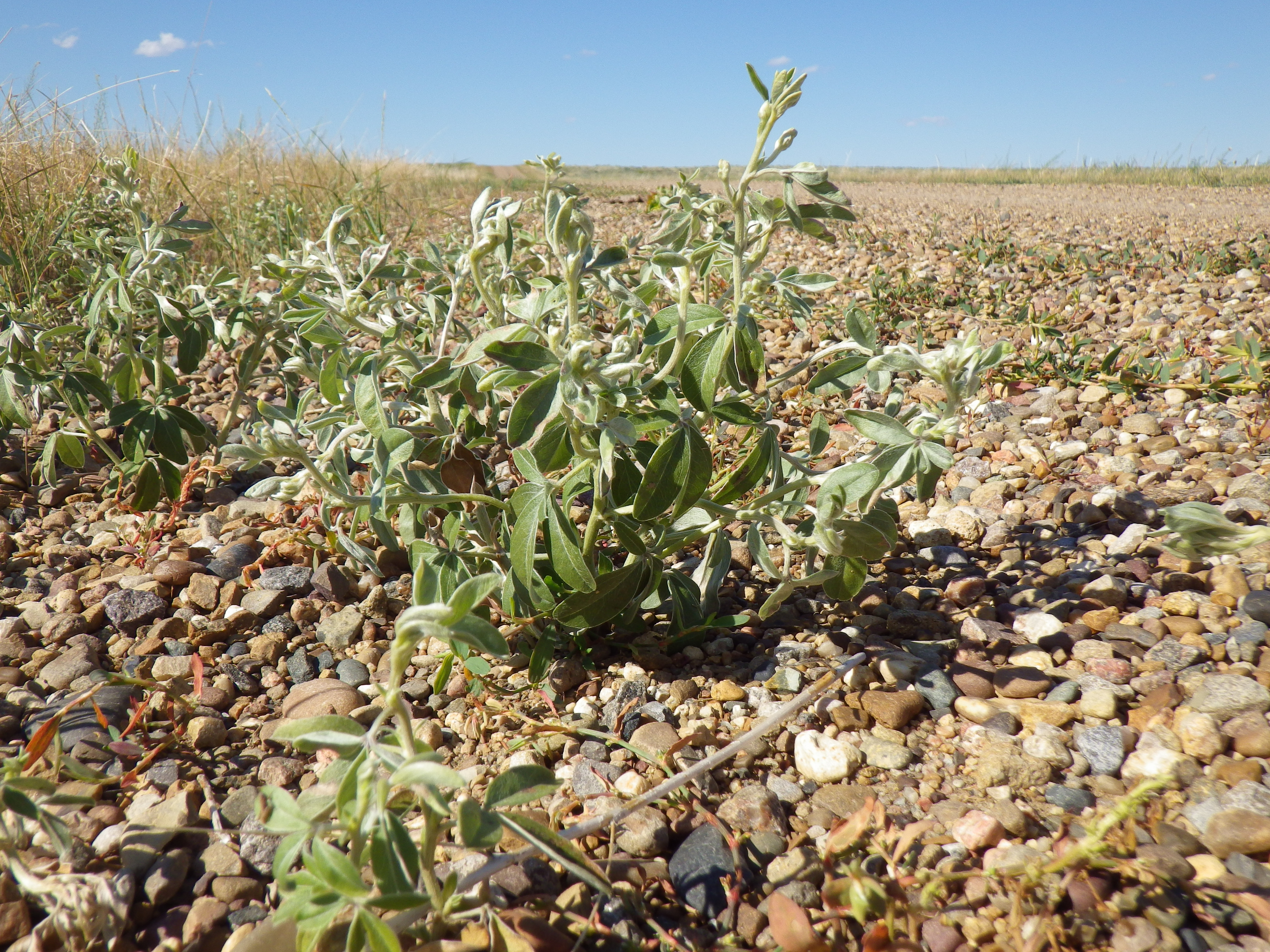